# Elektronische vrachtwagensluis
Een elektronische vrachtwagensluis is een technische installatie die toelaat om vrachtwagens uit verboden gebieden te weren. Hiermee probeert men vrachtwagens te weren uit dorpskernen en woongebieden.

## Werking
Eén elektronische vrachtwagensluis bestaat uit twee aparte installaties. Eén bij het binnenrijden van het controlegebied en één bij het wegrijden uit het controlegebied.
Elke installatie bestaat uit :
- Een hoogtesensor die de hoogte van een voorwerp registreert. Hierdoor worden personenwagens niet geregistreerd.
- Elektronische lussen die een voertuig registreren. Hierdoor worden vogels die onder de hoogtesensor vliegen, niet geregistreerd.
- Een onbemande digitale camera met kentekenherkenning. Nummerplaten van bussen en hulpdiensten worden hierdoor verwijderd. Daarnaast kan men de verbalisatie digitaal laten verlopen.
- Pc met tijdregistratie. Door het tijdsinterval tussen de eerste en de tweede installatie kan men het plaatselijk (bestemmings)verkeer scheiden van het doorgaand verkeer.

Een proefproject is gaande in Rieme om het doorgaand vrachtwagenverkeer in de havendorpskernen een halt toe te roepen en de leefbaarheid van deze woonkernen te verbeteren. Het proefproject kost 416.000 euro en is een samenwerking tussen de Vlaamse overheid, Agentschap Wegen en Verkeer en de Gentse Kanaalzone. In dit proefproject werden naast vrachtwagensluizen ook gps-operatoren gevraagd hun routes te wijzigen.

## Vrachtwagensluizen

### Actieve controles
| Plaats       | wegen | Installatie | Status                                                        |
| ------------ | ----- | ----------- | ------------------------------------------------------------- |
| Rieme        |       | 2009        | Proefperiode sinds 21 oktober 2009 Actief sinds november 2010 |
| Oud-Turnhout |       | 2010        | Actief sinds 2011                                             |

### Toekomstige controles
| Plaats   | wegen | Installatie | Status |
| -------- | ----- | ----------- | ------ |
| Terhagen |       | ?           | [ 4 ]  |
| Rumst    |       | ?           | [ 4 ]  |
| Schelle  |       | ?           |        |